# Fruit Ninja
Fruit Ninja је видео игра коју је развио Halfbrick и првобитно је објављена 21. априла 2010. У игри, играч мора да сече воће које се баца у ваздух превлачењем прста (прстима) по екрану уређаја осетљивом на додир или (у случају Иксбокс 360 верзије) рукама и шакама играча, и не сме да сече бомбе. Поседује више режима играња, ранг листе и мултиплејер.
Игра је првобитно објављена за IPod Touch и Ајфон уређаје пре него што је проширена на друге уређаје и платформе: 12. јула 2010. за iPad, 17. септембра 2010. за Андроид уређаје, 22. децембра 2010. за Windows Phone и март 2011. за Самсунг-ов Бада и Нокијин Симбијан. Непосредно пре Е3 2011 Fruit Ninja Kinect, који користи Кинект периферију, објављен је за Иксбокс 360 10. августа 2011. Fruit Ninja је такође објављен за Виндовс 8, 7. јуна 2012. Постоје верзије са алтернативним називима, као што су Fruit Ninja HD на Ајпеду, Fruit Ninja THD за Андроид уређаје засноване на Nvidia Tegra 2, Fruit Ninja VR за HTC Vive и Плејстејшн 4 и аркадна верзија под називом Fruit Ninja FX.
Критичари су добро прихватили игру; у септембру 2010. продаја је премашила три милиона преузимања, четири милиона у децембру 2010. и преко 20 милиона на свим платформама у марту 2011. У мају 2012. Fruit Ninja је достигао 300 милиона преузимања. Рецензенти су сматрали да ниска цена игре у комбинацији са игром која изазива зависност даје одличну вредност. Даље су похвалили подршку након лансирања коју је пружио Halfbrick, која је у игру донела онлајн мултиплејер, достигнућа и ранг листе. Неки критичари су сматрали да је крива тежине игре неуједначена.

## Играње
У Fruit Ninja, играч сече воће сечивом којим се контролише преко екрана осетљивог на додир. Док се воће баца на екран, играч превлачи прстом преко екрана да би направио покрет сечења, покушавајући да исече воће на пола. Додатни поени се додељују за сечење више воћа једним потезом (који се називају „комбо“), а играчи могу да користе додатне прсте да направе више кришки истовремено. Играчи морају да исеку сво воће; ако се пропусте три кумулативна плода, игра се завршава, али након постизања резултата који су вишеструки од сто и играчи су изгубили најмање живот, играч ће добити додатни живот. Бомбе се повремено бацају на екран, а такође ће завршити игру ако их играч пресече.
Режим познат као Зен омогућава играчима да траже високе резултате без препрека да се бомбе појављују на екрану, али играчи имају само минут и тридесет секунди. Аркадни режим је сличан Зен режиму, осим што бомбе одузимају само 10 поена од резултата играча уместо да изгубе и могу се појавити специјалне банане које имају јединствене бонусе као што је удвостручење поена постигнутих на ограничено време, бацање више воћа са страна екрана игре без ризика бомби, или замрзавање времена на неколико секунди. У класичном режиму, специјални нар се повремено баца на екран. У аркадном режиму, гарантовано је да ће се на крају сваке игре појавити нар. Играчи могу да исеку једну више пута; све кришке кредитне поене као мета са више погодака. Слично томе, изузетно ретко змајево воће се понекад појављује у класичном режиму који, ако се исече, даје играчима педесет поена.
Када је Fruit Ninja прославио своју другу годишњицу, Halfbrick је објавио ажурирање са новом функцијом под називом Gutsu's Cart, која се састоји од два лика, свиње по имену Тартуфи и трговца по имену Гутсу. У различитим режимима игре, играч може зарадити воће звезда за куповину предмета у Gutsu's Cart. Постоје три артикла за куповину у колицима који се користе у игри; Berry Blast изазива експлозију нарезаних јагода и даје играчу пет додатних поена. Друга ставка је Peachy Times: резање брескве у Зен или аркадном режиму даје играчу две додатне секунде. Трећа ставка је Bomb Deflects која штеди играча да случајно исече до 3 бомбе. Звездано воће се може добити после сваке игре, пропорционално резултату, или сечењем полуретке звезде.
У ажурирању за пету годишњицу Fruit Ninja, Gutsu's Cart је уклоњен и уместо тога замењен менијем за појачавање који користи starfruit за куповину три појачања у игри. Berry Blast појачања су била по цени од 120 звездастих плодова, Peachy Times појачања су била по цени од 100 звездастих плодова, а Bomb Deflects појачања су била по цени од 80 звезда. Поред тога, одређени доџои и блејдови су сада имали различите ефекте који су се дешавали у класичном, аркадном и зен режиму игре. На пример, ако је играч поседовао доџо Cherry Blossom, трошкови укључивања били су 50% нижи. Додан је и нови режим фестивала, где су играчи могли да се такмиче против вештачке интелигенције игре плаћајући златне јабуке за сваки изазов. Додане су и мини-игре да изазову вештине како новопридошлих тако и стручњака.
Играње за више играча је подржано на iOS уређајима преко Еплове апликације Game Center. Омогућава конкурентну игру и садржи ранг листе и достигнућа. Током мечева за више играча, сечиво и плод играча су истакнути плавом бојом, док су противникови црвеном бојом. Воће са белим обрисима сматра се неутралним и може да га преузме било који играч. Воће са белим обрисима вреди три бода. Играчи морају да исеку своје воће, а избегавају воће свог противника. Ајпед верзија игре има побољшану графику и такође подржава локални мултиплејер, при чему је екран подељен на пола и сваки играч контролише половину екрана. Играчи такође могу да деле високе резултате преко OpenFeint-а, Твитера и Фејсбука.

## Развој и маркетинг
У интервјуу за GameSpot, Фил Ларсен, директор маркетинга у Halfbrick-у, разговарао је о развоју Fruit Ninja. Он је изјавио: „Пробали смо много различитих канала [...] инди игрица, PSN, XBLA, [...] и у суштини смо урадили много истраживања о томе шта се дешава на Ајфону и направили игру која је функционисала прилично добро." Затим је говорио о процесу размишљања компаније за нове игре и рекао „Fruit Ninja је дошао као део [тог] процеса, али смо га идентификовали као нешто посебно [и] одлучили да га убрзамо“. Лук Мускат, водећи дизајнер за Fruit Ninja, изјавио је да је осетио јединственост платформи екрана на додир и кратак развојни циклус додатно је мотивисао Halfbrick да развије игру.
Игра је први пут објављена 21. априла 2010. за IPod Touch и Ајфон уређаје. Касније је објављен као Fruit Ninja HD 12. јула 2010. за Ајпед. 17. септембра 2010. Fruit Ninja је портован на Андроид ОС уређаје. 2. новембра 2010. најављен је аркадни режим за Fruit Ninja који је прилагодио динамику игре. Објављена је два дана касније, 4. новембра 2010. У децембру 2010. објављене су Lite верзије Fruit Ninja и Fruit Ninja HD за iOS уређаје и служе као демо верзије игре. Игра је такође објављена за Windows Phone 7 22. децембра 2010.  Фил Ларсен је изјавио да је због природе iOS апликација која се брзо ослобађају потребна другачија маркетиншка стратегија. „Могла би игра да се попне на врх и падне за три дана. Желите да га подигнете у право време и да имате прави резервни план да га одржите ажурирањима и даљим штампањем“, рекао је он. 21. јануара 2011. објављено је ажурирање за Андроид верзију игре које је игри додало аркадни режим, табеле са резултатима и оштрицу леда. Виндовс порт за игру је покренут јуна 2011. Спин-оф издање игре под називом Fruit Ninja: Puss in Boots, тема анимираног филма ДреамВоркс, Мачак у чизмама је објављено на различитим уређајима. У марту 2011, Halfbrick је најавио Фејсбук порт за игру под називом Fruit Ninja Frenzy. Порт за бесплатне игре објављен је као бета верзија у априлу 2011. године, а Halfbrick га је описао као „играње од 60 секунди са много појачања, откључавања и достигнућа“. Фејсбук верзија је добила неколико ажурирања и била је доступна од 18. новембра 2012. до затварања игре 30. новембра 2013. Средином 2011. године појавила се забавна аркадна верзија под називом Fruit Ninja FX.
Дана 10. августа 2011, Fruit Ninja Kinect је објављен за Иксбокс 360 конзолу као игра која се може преузети са Xbox Live Arcade (XBLA) Marketplace-а. Била је то прва XBLA игра која је користила Кинект контролер који детектује покрет. На екрану, концепт сечења воћа је побољшан Кинектом да би укључио целог играча; камера поставља сеновиту силуету тела играча на сцену у позадини, а покрети руку и шака се визуализују као лукови који секу сечиво да сече воће. За промоцију игре Иксбокс 360, ваучер токен за Fruit Ninja Kinect је укључен у малопродајну кутију The Gunstringer, засебног Кинект наслова који је развио Twisted Pixel Games. Fruit Ninja Kinect је добио свој први додатни садржај за преузимање (ДЛЦ) 24. августа 2011. Под називом 'Storm Season', додатак ДЛЦ је обезбедио три нова Иксбокс Лајв достигнућа и нову визуелну тему за игру. Наредни ДЛЦ-ови за популарну верзију Кинекта укључивали су 'Space Capsule', 'Art Box', 'Christmas Present' (бесплатно), '8-bit Cartridge', 'Trick or Treat Bg', 'Flower Power' и 'High-Tech Vault'. Године 2012. Fruit Ninja Kinect је освојио награду „Опуштена игра године“ на 15. годишњим наградама за интерактивна достигнућа, и наставља да буде рангиран у 10 најпродаванијих XBLA игара свих времена.
У марту 2012, HalfBrick је најавио партнерство са BlueStacks-ом како би Андроид апликацију Fruit Ninja учинила доступном за Мајкрософт Виндовс широм света. Програм је добио преко милион преузимања у првих 10 дана. HalfBrick је 18. марта 2015. објавио Fruit Ninja Kinect 2 за Иксбокс Један. Hibernum Créations је програмер игара. Осим што задржава сав садржај оригиналне Кинект игре, верзија FNK2 пружа нове функције игре као што су Ninja Dodge, Strawberry Strike, Bamboo Strike и Apple Range. Режим забаве и режим борбе омогућавају до четири играча да се удруже у бици за више играча. 7. јула 2016, Fruit Ninja VR је објављен за HTC Vive на Стимовом раном приступу. 

## Пријем
Fruit Ninja је добро примљен од критичара. Игра има просечну оцену 75 од 100 на основу 12 рецензија на Метакритику, што указује на „генерално повољне критике“, и 87% на основу 5 рецензија на <i>GameRankings</i>-у. Такође је проглашена за једну од 50 најбољих Ајфон апликација часописа Тајм у 2011.
Рецензенти су углавном били јединствени у укупном фактору забаве у игри. Леви Бјукенен из ИГН-а је изјавио да је игра била „забавна, забавна, забавна“ и „тренутно пријатно искуство“. Крис Рид из Slide to Play се сложио и сматрао да је игра савршена за случајеве када потрошач има кратке тренутке досаде. Он је ово упоредио са играњем игре док чекате у реду за нешто и изјавио је „то ће преполовити време“. Џим Скјурес из <i>Gamezebo</i>-а је сматрао да је игра једноставна и изазива зависност. Џеф Гибсон из DIYGamer изјавио је да може да види како Fruit Ninja „постаје следећа „велика ствар“ у App Store-у“. Неколико рецензената је похвалило цену и Halfbrick-ову посвећеност сталним ажурирањима игре. Џејмс Пиковер из GameZone-а је изјавио да је „можда најбољи део то што ова игра није ни комплетна. Затим је говорио о будућим начинима игре који ће бити доступни и похвалио однос вредности и цене. Ендру Несвадба из App Spy-а сложио се да су Halfbrick-ова посвећеност и ажурирања били „ништа друго до спектакуларни“. Такође је похвалио графику игре и рекао да су „слатке“. Рецензент из BuzzFocus-а је похвалио јефтину цену игре и рекао да би потрошачи „требало сада да преузму ову апликацију“.
Систем бодовања и потешкоће у игри су добили помешане коментаре. Крис Рид из Slide to Play сматрао је да је требало да постоји опција да се повећа крива тежине игре. Ендру Несвадба из App Spy-а сматрао је да је тешко победити висок резултат пошто су бонус ставке биле насумичне. Џеф Гибсон из DIYGamer такође дели ово мишљење. Џејмс Пиковер из GameZone-а, Џеф Гибсон из DIYGamer-а и Леви Бјукенен из ИГН-а су похвалили способност игре да се похвали резултатима пријатељима и породици преко Фејсбука и Твитера.
=== Продаја === иОС верзија Fruit Ninja продата је у преко 200.000 примерака у првом месецу. У трећем месецу продато је преко милион јединица. Прешао је два милиона продатих јединица у септембру 2010, док је укупан број достигао четири милиона у децембру 2010. До марта 2011, укупна преузимања на свим платформама премашила су 20 милиона. У мају 2012. достигао је 300 милиона преузимања и био је на једној трећини свих америчких Ајфона. У 2015. години, апликација је достигла 1 милијарду преузимања. Windows Phone 7 верзија је била најбоља апликација преузета 28. децембра 2010. Верзија Xbox Live Arcade је померила преко 739.000 јединица у својој првој календарској години.
Ајпед верзија Fruit Ninja коришћена је за рехабилитацију пацијената са можданим ударом.

## Повезани медији
Halfbrick Studios адаптирао је верзију апликације за породичну комедију са живом радњом, а Трип Винсон и његов банер Винсон Филмс су били спремни за продукцију филма. Џ.П. Лавин и Чед Дамијани писали су сценарио за филм са New Line Cinema. Међутим, на крају је одбијен.
Најављена је ексклузивна Јутјуб Премијум серија под називом Fruit Ninja: Frenzy Force. CGI анимирана серија, коју је продуцирао Halfbrick Studios, прати авантуре Себа, Није, Пенга и Ралфа док су они обучени да постану воћни нинџа који мора да се бори са древним Дуријаном Грејем и његовим чудовиштима.